# Matthias Müller (Autor)
Matthias Müller (* 19. August 1961  in Bern) ist ein Schweizer Journalist und Schriftsteller.

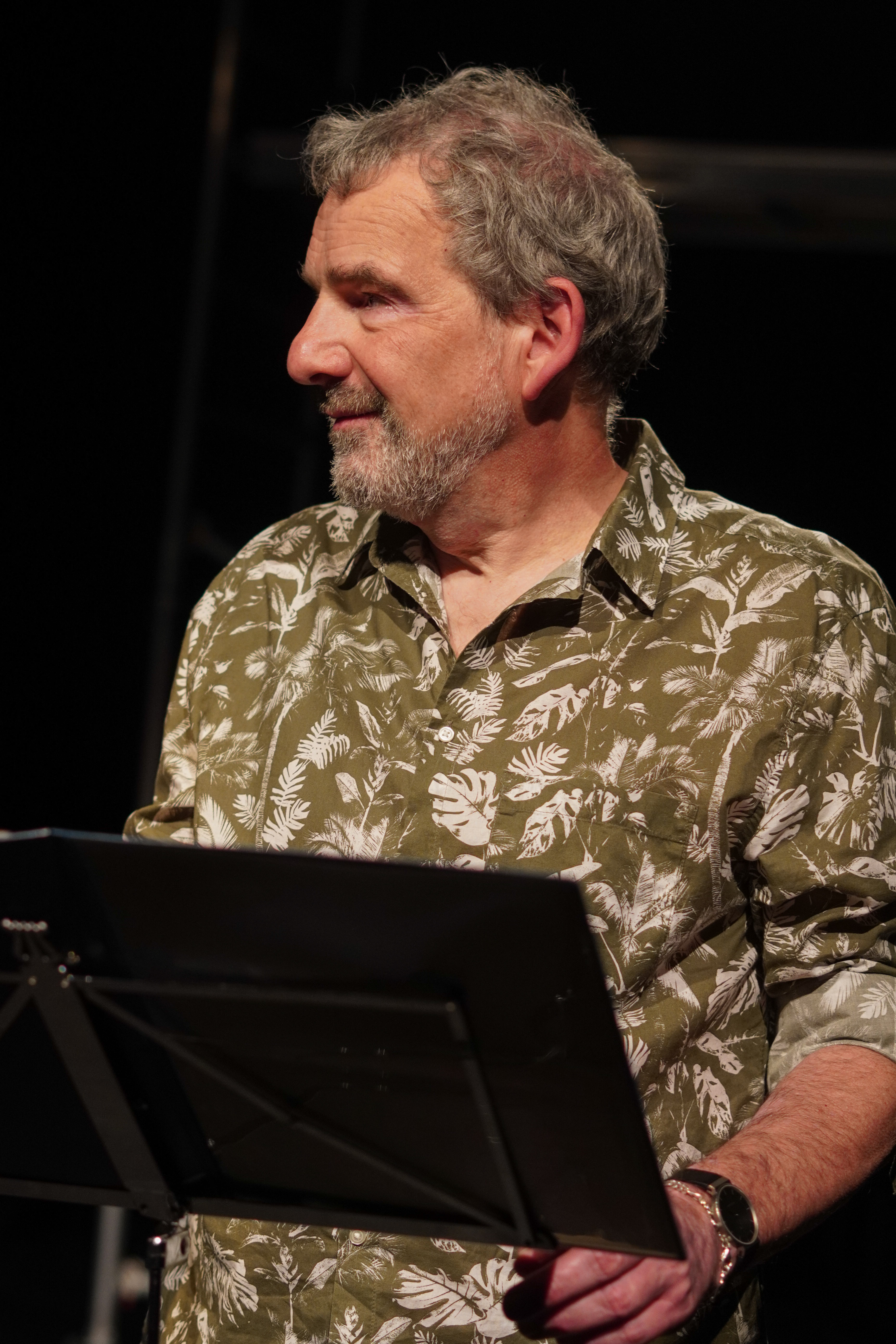
Lesung von Matthias Müller im Theater am Gleis, Winterthur, am 19. Juni 2022

## Leben
Matthias Müller wuchs in Oberengstringen und Winterthur auf. Nach der Ausbildung zum Sekundarlehrer phil. I arbeitete er als Redaktor für die Schaffhauser Nachrichten und das St. Galler Tagblatt im Ressort Kultur. Als freier Journalist für klassische Musik publizierte er in verschiedenen deutschsprachigen Zeitungen und Fachzeitschriften. Er lebt in Winterthur.
Heute ist er selbständig tätig als Texter und Autor für Organisationen und Einzelpersonen. Er ist Mitglied der Autorinnen und Autoren der Schweiz (A*dS).

## Werke

### Literarische Buchpublikationen
- So nah am Rand. Ein Rundgang. Caracol Verlag, Warth 2024, ISBN 978-3-907296-34-9.[3]
- Saroyan und ich. In: Tintenblau wogende Stunden. Anthologie. Caracol Verlag, Warth 2023, ISBN 978-3-907296-25-7.
- Auf der Schaukel der Sprache. Zeitraffer-Meditationen. Caracol Verlag, Warth 2022, ISBN 978-3-907296-14-1.[4]
- Geld. emem Verlag, Winterthur 2020, ISBN 978-3-7504-3669-5.
- 750 Wörter Zeichen Jahre. Texte von AutorInnen aus Winterthur und Region. Drei Beiträge. Waldgut Verlag, Frauenfeld 2014, ISBN 978-3-03740-286-3.
- Sand. Roman. emem Verlag, Winterthur 2015, ISBN 978-3-7357-3728-1.
- Yoko taucht. Kindergeschichten. emem Verlag, Winterthur, 2003, ISBN 978-3-0344-0204-0.

### Sachbücher
- Urs Baumann - Werkstattgespräche mit Matthias Müller. Herausgeber Verlag, Riedtwil 2025, ISBN 978-3-907437-13-1.[5][6]
- Nachhaltigkeits-Kompass. emem Verlag, Winterthur 2020, ISBN 978-3-7528-9809-5.

### Musikjournalismus
Das öffentliche Artikelarchiv enthält Rezensionen, Interviews, Kommentare und Essays der Zeitspanne von 1987 bis 2001.

### Podcast
In dem Podcast «LS Imagine» erläutert der Autor das poetische Konzept des Buches «Auf der Schaukel der Sprache».